# Győrbíró Enikő
Győrbíró Enikő (Budapest, 1932. május 15. – 1999) keramikus. 
A Szépművészeti Líceumban divattervezést tanult, de az iskola 1950-ben történt bezárása miatt tanulmányait nem tudta befejezni. Szakkörökben,önképzőkörökben fejlesztette tudását. Sokféle diszciplínával kísérletezett, a kerámiára, mint fantáziájának adekvát kifejezőeszközére viszonylag későn, a negyvenes éveiben talált rá. Önálló hivatásos működését 1980-ban kezdte el. Számos önálló kiállítása volt, Összetéveszthetetlen stílusú kisplasztikát készített, zömmel életkép-zsánerfigurákat. 
A mai napig elérhetőek munkái a másodlagos piacon, pl, a Savaria online piactéren. 

## Kiállításai
- 2009 - Szentes[3]
- Abony[4]